# جاده فرعی (فیلم ۱۹۸۱)
جاده فرعی (به انگلیسی: Back Roads) فیلمی محصول سال ۱۹۸۱ و به کارگردانی مارتین ریت است. در این فیلم بازیگرانی همچون سالی فیلد، تامی لی جونز، دیوید کیت، مایکل وی. گازو، باربارا بابکوک، میریام کولون، ام. امت والش، رویس دی اپلگیت، جان ام جکسون، دان بری، تونی گانیوس، نل کارتر و اریک لانوویل ایفای نقش کرده‌اند.